# Trójkąt udowy

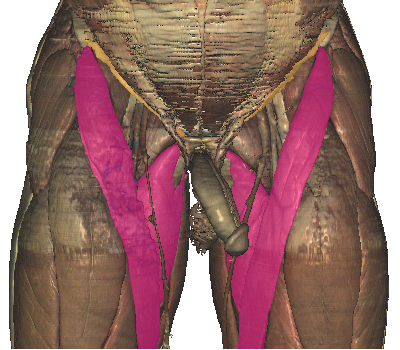
Ograniczenia trójkąta udowego większego

Trójkąt udowy (łac. trigonum femorale) – ważny klinicznie region topograficzny położony na przednio-przyśrodkowej górnej części powierzchni uda, pod więzadłem pachwinowym. Trójkąt udowy zwany jest trójkątem udowym większym, ponieważ w jego obrębie wyróżnia się również trójkąt udowy mniejszy.

## Ograniczenia
Trójkąt udowy większy:
- podstawa – więzadło pachwinowe,
- brzeg boczny – przyśrodkowa krawędź mięśnia krawieckiego (łac. musculus sartorius),
- brzeg przyśrodkowy – brzeg przyśrodkowy mięśnia przywodziciela długiego (łac. musculus adductor longus),
- wierzchołek – otwór górny kanału przywodzicieli;

Trójkąt udowy mniejszy:
- podstawa – więzadło pachwinowe,
- brzeg boczny – mięsień biodrowo-lędźwiowy,
- brzeg przyśrodkowy – mięsień grzebieniowy,
- wierzchołek trójkąta – krętarz mniejszy kości udowej.

## Zawartość
Zawartość trójkąta w kolejności od strony bocznej ku przyśrodkowej:
- gałęzie końcowe nerwu udowego,
- tętnica udowa wraz ze swoimi gałęziami, niewidoczna przez rozwór odpiszczelowy (tj. ukryta pod płytką powierzchowną powięzi szerokiej),
- żyła udowa, położona przyśrodkowo i do przodu od tętnicy udowej, jest widoczna przez rozwór odpiszczelowy, przez który uchodzi do niej żyła odpiszczelowa (łac. vena saphena magna),
- gałąź udowa nerwu płciowo-udowego (łac. ramus femoralis nervi genitofemoralis),
- naczynia limfatyczne i zwoje limfatyczne pachwinowe głębokie (łac. nodi lymphatici inguinales profundi).

## Dno i sklepienie trójkąta udowego
Dno trójkąta udowego (łac. fossa femoralis), ograniczone jest krawędziami trójkąta udowego większego. Jego powierzchnia jest lekko wklęsła, tzn. przybiera kształt płytkiej rynny. Jej podłoże stanowią mięśnie: mięsień biodrowo-lędźwiowy, mięsień grzebieniowy oraz mięsień przywodziciel długi. Mięśnie te pokryte są blaszką głęboką powięzi szerokiej uda (łac. fascia lata). W wyniku zgięcia kończyny dolnej w stawie biodrowym dno trójkąta udowego nieco się obniża przez co na powierzchni uda w jego trzeciej części bliższej zaznacza się zwłaszcza u osób chudych kontur trójkąta udowego. U osób chudych można też dostrzec dolne przedłużenie wierzchołka trójkąta – wąski rowek po stronie przyśrodkowej uda, określany jako nisza tętnicy udowej, który stanowi kanał przywodzicieli. W trójkącie udowym można bardzo łatwo mierzyć tętno tętnicy udowej. U osób chudych tętnienie tętnicy udowej widać gołym okiem na powierzchni skóry tej okolicy.
Sklepienie stanowi blaszka powierzchowna powięzi szerokiej (łac. lamina superficialis fasciae latae), w obrębie której znajduje się rozwór odpiszczelowy, pokryty powięzią sitową (łac. fascia cribrosa). Powięź sitowa ku stronie przyśrodkowej płynnie przechodzi w powięź szeroką, a po stronie bocznej jest ograniczona od jednolitej powięzi szerokiej krawędzią sierpowatą (łac. margo falciforme), obejmującą swymi rogami górnym i dolnym (łac. cornu superior et inferior) łukowato odpowiednio od góry i dołu ku stronie przyśrodkowej rozwór odpiszczelowy.
Pomiędzy dnem a sklepieniem trójkąta udowego, od pierścienia udowego (głębokiego) (stanowiącego otwór w przyśrodkowej części rozstępu naczyniowego, znajdujący się dokładnie między żyłą udową a więzadłem rozstępowym) do rozworu odpiszczelowego (zwanego dawniej pierścieniem pachwinowym powierzchownym) (stanowiącego miejsce zmniejszonego oporu jako miejsce w którym żyła odpiszczelowa przebija powięź szeroką, uchodząc do żyły udowej) może powstawać kanał udowy o długości ok. 3–4 cm, który ma charakter potencjalny. Powstaje w przypadku zwiększonego ciśnienia od strony jamy brzusznej. Może wtedy powstać przepuklina udowa (łac. hernia femoralis), tzn. fragment jelita wraz ze swoją otrzewną trzewną i otrzewną ścienną przedniej ściany brzucha uwypukla się w kierunku kanału udowego.